# Piotr Wincenty Chalecki
Piotr Wincenty Błażej Chalecki (ur. 1765  – zm. 1813) – szambelan Stanisława Augusta Poniatowskiego. 

## Życiorys
Był synem Stanisława na Chalczu (zm. 9 maja 1805), chorążego petyhorskiego, sędziego wileńskiego. 4 lutego 1792 został szambelanem Stanisława Augusta Poniatowskiego. W okresie powstania kościuszkowskiego w maju 1794 został delegatem powiatu zawilejewskiego do Rady Najwyższej Litewskiej. Jego synami byli: Kajetan i Wilhelm Mateusz Chalecki (1808-1872), powstaniec listopadowy. 